# Discografia dei Club Dogo
La discografia dei Club Dogo, gruppo musicale hip hop attivo dal 2002 e formato dal produttore Don Joe e dai rapper Jake La Furia e Guè, è composta da otto album in studio, un mixtape, un EP e oltre venti singoli, di cui tre realizzati in qualità di artista ospite.

## Album

### Album in studio
| Anno | Titolo | Classifica | Certificazioni     |
| Anno | Titolo | ITA        | Certificazioni     |
| ---- | --- | ---------- | ------------------ |
| 2003 | Mi fist - Pubblicato: 23 aprile 2003 - Etichetta: MiResidenza Entertainment, Vibrarecords - Formati: CD, 2 LP, download digitale, streaming            | 68         | - ITA: Oro         |
| 2006 | Penna capitale - Pubblicato: 15 marzo 2006 - Etichetta: Vibrarecords - Formati: CD, LP, download digitale, streaming                                   | 92         |                    |
| 2007 | Vile denaro - Pubblicato: 18 maggio 2007 - Etichetta: Virgin Records, EMI - Formati: CD, 2 LP, download digitale, streaming                            | 11         | - ITA: Oro         |
| 2009 | Dogocrazia - Pubblicato: 5 giugno 2009 - Etichetta: Universal - Formati: CD, 2 LP, download digitale, streaming                                        | 7          | - ITA: Oro         |
| 2010 | Che bello essere noi - Pubblicato: 5 ottobre 2010 - Etichetta: Universal - Formati: CD, 2 LP, download digitale, streaming                             | 2          | - ITA: Oro         |
| 2012 | Noi siamo il club - Pubblicato: 5 giugno 2012 - Etichetta: Universal - Formati: CD, 2 CD, CD+DVD, 2 LP, download digitale, streaming                   | 1          | - ITA: Platino     |
| 2014 | Non siamo più quelli di Mi fist - Pubblicato: 9 settembre 2014 - Etichetta: Universal - Formati: CD, CD+DVD, 3CD+DVD, LP, download digitale, streaming | 1          | - ITA: Platino     |
| 2024 | Club Dogo - Pubblicato: 12 gennaio 2024 - Etichetta: Universal - Formati: CD, LP, download digitale, streaming                                         | 1          | - ITA: Platino (2) |

### Mixtape
| Anno | Titolo |
| ---- | --- |
| 2004 | PMC VS Club Dogo - The Official Mixtape (con la Porzione Massiccia Crew) - Pubblicato: 30 aprile 2004 - Etichetta: 5º Dan, MiResidenza - Formati: CD |

## Extended play
| Anno | Titolo                                                                                             |
| ---- | -------------------------------------------------------------------------------------------------- |
| 2011 | Un giorno da cani - Pubblicato: 12 aprile 2011 - Etichetta: Universal - Formati: Download digitale |

## Singoli

### Come artista principale
| Anno | Titolo                                               | Classifica | Certificazioni | Album di provenienza                 |
| Anno | Titolo                                               | ITA        | Certificazioni | Album di provenienza                 |
| ---- | ---------------------------------------------------- | ---------- | -------------- | ------------------------------------ |
| 2006 | Butta via tutto                                      | —          |                | Penna capitale                       |
| 2009 | Sgrilla                                              | —          |                | Dogocrazia                           |
| 2009 | Boing                                                | —          |                | Dogocrazia                           |
| 2010 | Per la gente                                         | —          |                | Che bello essere noi                 |
| 2010 | Spacco tutto                                         | —          |                | Che bello essere noi                 |
| 2010 | D.D.D.                                               | —          |                | Che bello essere noi                 |
| 2011 | All'ultimo respiro                                   | —          | - ITA: Oro     | Che bello essere noi                 |
| 2012 | Cattivi esempi                                       | 16         |                | Noi siamo il club                    |
| 2012 | Chissenefrega (in discoteca)                         | 29         |                | Noi siamo il club                    |
| 2012 | Noi siamo il club (con Marracash)                    | —          |                | Noi siamo il club                    |
| 2012 | Se il mondo fosse (con Emis Killa, J-Ax e Marracash) | 2          | - ITA: Platino | /                                    |
| 2012 | P.E.S. (con Giuliano Palma)                          | 3          | - ITA: Platino | Noi siamo il club                    |
| 2012 | Tutto ciò che ho (con Il Cile)                       | 63         |                | Noi siamo il club                    |
| 2012 | Minchia boh                                          | —          |                | Noi siamo il club (Reloaded Edition) |
| 2013 | Ciao ciao (con Emis Killa)                           | —          |                | Noi siamo il club (Reloaded Edition) |
| 2014 | Weekend                                              | 1          | - ITA: Oro     | Non siamo più quelli di Mi Fist      |
| 2014 | Fragili (con Arisa)                                  | 1          | - ITA: Platino | Non siamo più quelli di Mi Fist      |
| 2014 | Sai zio                                              | —          |                | Non siamo più quelli di Mi Fist      |
| 2015 | Start It Over (con Cris Cab)                         | —          |                | Non siamo più quelli di Mi Fist      |
| 2024 | Soli a Milano (feat. Elodie)                         | 7          | - ITA: Oro     | Club Dogo                            |
| 2024 | King of the Jungle                                   | 5          | - ITA: Oro     | Club Dogo                            |

### Come artista ospite
| Anno | Titolo                                                     | Album di provenienza |
| ---- | ---------------------------------------------------------- | -------------------- |
| 2011 | Ubbidirò (Biagio Antonacci feat. Club Dogo)                | Inaspettata          |
| 2011 | Pino...Occhio (Pino Scotto feat. Club Dogo)                | /                    |
| 2011 | Boys & Girls (Steve Forest feat. Club Dogo & Fatman Scoop) | /                    |

## Collaborazioni
| Anno | Artista/i | Titolo                           | Album di provenienza           |
| ---- | --- | -------------------------------- | ------------------------------ |
| 2004 | DJ Shocca feat. Club Dogo                                                                                       | Rendez vous col delirio          | 60 Hz                          |
| 2004 | Posi Argento feat. Club Dogo                                                                                    | Amen                             | Borderline                     |
| 2004 | Bassi Maestro feat. Club Dogo e Mondo Marcio                                                                    | Dangerous                        | L'ultimo testimone             |
| 2004 | Tuer feat. Club Dogo                                                                                            | Occhi X Vedere                   | Tuer ep                        |
| 2005 | Primo + Squarta feat. Club Dogo                                                                                 | Milano Roma                      | Bomboclat                      |
| 2005 | Grand Agent feat. Club Dogo                                                                                     | Keep Yo' Mouth Shut              | Regular                        |
| 2005 | Grand Agent feat. Club Dogo                                                                                     | All Out (The Weakest Link remix) | Regular                        |
| 2006 | J-Ax feat. Club Dogo, Chief, Space One e Marracash                                                              | S.N.O.B. Reloaded                | —                              |
| 2006 | Flaminio Maphia feat. Bassi Maestro e Club Dogo                                                                 | Scambi di materiale              | Videogame                      |
| 2007 | Space One feat. Club Dogo, Vincenzo da Via Anfossi e Marracash                                                  | Pallottole nelle lettere         | Il ritorno                     |
| 2007 | Montenero feat. Club Dogo e Marracash                                                                           | Chi ci ferma                     | Milano spara                   |
| 2007 | Ted Bundy feat. Club Dogo                                                                                       | Tu mi vedrai                     | Molotov Cocktail               |
| 2007 | Unlimited Struggle feat. Club Dogo e Reverendo                                                                  | Catrame                          | Struggle Music                 |
| 2007 | Kaos feat. Club Dogo                                                                                            | Il sesto senso                   | Karma                          |
| 2007 | Kaos feat. Club Dogo                                                                                            | Il sesto senso RMX               | Karma                          |
| 2008 | Chief feat. Club Dogo                                                                                           | Sento le sirene                  | Autostrada del sole            |
| 2008 | Vincenzo da Via Anfossi feat. Club Dogo                                                                         | Cartier                          | L'ora d'aria                   |
| 2010 | Noyz Narcos feat. Club Dogo                                                                                     | Role Models                      | Guilty                         |
| 2010 | Airys feat. Club Dogo                                                                                           | Io ho te                         | Vivo amo esco                  |
| 2011 | Don Joe & Shablo feat. Fabri Fibra, Jake La Furia, Noyz Narcos Marracash, Gué Pequeno, J-Ax e Francesco Sarcina | Le leggende non muoiono mai      | Thori & Rocce                  |
| 2011 | Wice Wersa feat. Club Dogo                                                                                      | Jeden Cel I Plan                 | —                              |
| 2011 | Daniele Vit feat. Club Dogo                                                                                     | Credibilità                      | Chi sono veramente             |
| 2012 | Rosario Miraggio feat. Club Dogo                                                                                | Senorita                         | —                              |
| 2012 | Duke Montana feat. Club Dogo                                                                                    | Carta viola                      | Stay Gold                      |
| 2012 | Max Pezzali feat. Club Dogo                                                                                     | Con un deca                      | Hanno ucciso l'Uomo Ragno 2012 |
| 2012 | Eros Ramazzotti feat. Club Dogo                                                                                 | Testa o cuore                    | Noi                            |
| 2015 | J-Ax feat. Club Dogo                                                                                            | Old Skull                        | Il bello d'esser brutti        |
| 2015 | Don Joe feat. Club Dogo                                                                                         | Status Symbol                    | Ora o mai più                  |
| 2025 | DJ Shocca feat. Club Dogo                                                                                       | Rendez vous col delirio II       | 60 Hz II                       |

## Videografia

### Video musicali
- 2006 – Butta via tutto
- 2006 – D.O.G.O.
- 2006 – Una volta sola
- 2007 – Mi hanno detto che...
- 2007 – Incubo italiano
- 2007 – Tornerò da re
- 2007 – Puro bogotà
- 2008 – Dogologia
- 2008 – Benvenuti nella giungla
- 2008 – Dogo Gang controlla
- 2009 – Sgrilla
- 2009 – Brucia ancora
- 2009 – Boing
- 2009 – Il mio mondo, le mie regole
- 2009 – Ragazzi fuori
- 2009 – Né fama, né soldi
- 2010 – Per la gente
- 2010 – Spacco tutto
- 2010 – D.D.D.
- 2010 – Voi non siete come noi
- 2010 – Cocaina
- 2010 – Fino alla fine
- 2010 – Ciao proprio
- 2010 – All'ultimo respiro
- 2011 – In mezzo al banco
- 2011 – Quel bikini
- 2011 – Zona di comfort
- 2011 – Scopa, bocce e scala
- 2012 – Cattivi esempi
- 2012 – Noi siamo il club
- 2012 – Chissenefrega (in discoteca)
- 2012 – Erba del Diavolo
- 2012 – Collassato
- 2012 – P.E.S.
- 2012 – Tutto ciò che ho
- 2012 – Se tu fossi me
- 2012 – Minchia boh
- 2012 – Ragazzo della piazza
- 2013 – Ciao ciao
- 2013 – Sangue blu
- 2014 – Weekend
- 2014 – Fragili
- 2014 – Sayonara
- 2014 – Soldi
- 2014 – Sai zio
- 2015 – Lisa
- 2015 – Start It Over